# Pietracorbara
 Pietracorbara  es una comuna y población de Francia, en la región de Córcega, departamento de Alta Córcega, en el distrito de Bastia y cantón de Sagro-di-Santa-Giulia.
Su población en el censo de 1999 era de 433 habitantes.
Está integrada en la Communauté de communes du Cap Corse .

## Demografía
| 242 | 270 | 234 | 229 | 363 | 433 |
| Para los censos de 1962 a 1999 la población legal corresponde a la población sin duplicidades (Fuente: INSEE [Consultar]) |     |     |     |     |     |

- Datos: Q271530
- Multimedia: Pietracorbara / Q271530